# Tamecka Dixon
Tamecka Michelle Dixon (Linden, 14 de diciembre de 1975) es una exbaloncestista estadounidense de la Women's National Basketball Association (WNBA) que ocupaba la posición de escolta.
Fue reclutada por los Phoenix Mercury en la 14° posición de la segunda ronda del Draft de la WNBA de 1997, equipo donde militó entre 1997 y 2005; además, fue parte del Houston Comets (2005–2008) e Indiana Fever (2009).
Ha sido seleccionada en tres oportunidades para el All-Star Game de la WNBA (2001, 2002 y 2003). Además, fue parte del equipo de baloncesto estadounidense que se alzó con la medalla de oro en el Campeonato Mundial de Baloncesto Femenino de 2002.

## Estadísticas

### Totales
| Año                                                                                              | Equipo | J   | JI  | MJ   | TC   | ITC  | TC%  | 3P  | 3PA | 3P%  | 2P   | 2PA  | 2P%  | TL  | ITL | TL%  | RBO | RBD | RBT  | AST | STL | BLK | TOV | PF  | PTS  |
| ------------------------------------------------------------------------------------------------ | ------ | --- | --- | ---- | ---- | ---- | ---- | --- | --- | ---- | ---- | ---- | ---- | --- | --- | ---- | --- | --- | ---- | --- | --- | --- | --- | --- | ---- |
| 1997                                                                                             | LAS    | 27  | 21  | 715  | 115  | 252  | .456 | 22  | 52  | .423 | 93   | 200  | .465 | 68  | 88  | .773 | 22  | 59  | 81   | 55  | 49  | 5   | 58  | 76  | 320  |
| 1998                                                                                             | LAS    | 22  | 22  | 710  | 124  | 283  | .438 | 21  | 59  | .356 | 103  | 224  | .460 | 88  | 113 | .779 | 13  | 43  | 56   | 54  | 24  | 8   | 57  | 67  | 357  |
| 1999                                                                                             | LAS    | 32  | 14  | 563  | 77   | 199  | .387 | 15  | 48  | .313 | 62   | 151  | .411 | 48  | 65  | .738 | 17  | 49  | 66   | 53  | 17  | 4   | 39  | 42  | 217  |
| 2000                                                                                             | LAS    | 31  | 31  | 882  | 132  | 291  | .454 | 12  | 34  | .353 | 120  | 257  | .467 | 62  | 77  | .805 | 34  | 71  | 105  | 96  | 40  | 10  | 60  | 86  | 338  |
| 2001 ★                                                                                           | LAS    | 29  | 29  | 925  | 133  | 319  | .417 | 6   | 34  | .176 | 127  | 285  | .446 | 68  | 86  | .791 | 19  | 66  | 85   | 114 | 27  | 2   | 71  | 52  | 340  |
| 2002 ★                                                                                           | LAS    | 30  | 30  | 958  | 125  | 320  | .391 | 20  | 57  | .351 | 105  | 263  | .399 | 49  | 59  | .831 | 18  | 74  | 92   | 119 | 28  | 5   | 82  | 74  | 319  |
| 2003 ★                                                                                           | LAS    | 30  | 30  | 1042 | 159  | 364  | .437 | 11  | 52  | .212 | 148  | 312  | .474 | 83  | 94  | .883 | 41  | 85  | 126  | 89  | 35  | 10  | 69  | 83  | 412  |
| 2004                                                                                             | LAS    | 32  | 21  | 913  | 119  | 269  | .442 | 5   | 11  | .455 | 114  | 258  | .442 | 68  | 87  | .782 | 32  | 78  | 110  | 112 | 36  | 1   | 71  | 86  | 311  |
| 2005                                                                                             | LAS    | 30  | 23  | 607  | 63   | 154  | .409 | 0   | 5   | .000 | 63   | 149  | .423 | 34  | 40  | .850 | 24  | 43  | 67   | 77  | 24  | 2   | 40  | 73  | 160  |
| 2006                                                                                             | HOU    | 23  | 14  | 591  | 69   | 171  | .404 | 1   | 9   | .111 | 68   | 162  | .420 | 23  | 28  | .821 | 19  | 41  | 60   | 54  | 13  | 2   | 58  | 63  | 162  |
| 2007                                                                                             | HOU    | 18  | 0   | 490  | 90   | 205  | .439 | 5   | 17  | .294 | 85   | 188  | .452 | 31  | 36  | .861 | 12  | 45  | 57   | 57  | 24  | 6   | 38  | 42  | 216  |
| 2008                                                                                             | HOU    | 24  | 20  | 634  | 89   | 221  | .403 | 2   | 13  | .154 | 87   | 208  | .418 | 36  | 42  | .857 | 23  | 53  | 76   | 44  | 25  | 3   | 48  | 63  | 216  |
| 2009                                                                                             | IND    | 32  | 1   | 424  | 55   | 134  | .410 | 4   | 10  | .400 | 51   | 124  | .411 | 18  | 21  | .857 | 10  | 41  | 51   | 37  | 12  | 3   | 27  | 45  | 132  |
| Carrera                                                                                          |        | 360 | 256 | 9454 | 1350 | 3182 | .424 | 124 | 401 | .309 | 1226 | 2781 | .441 | 676 | 836 | .809 | 284 | 748 | 1032 | 961 | 354 | 61  | 718 | 852 | 3500 |
| Notas: J=Juegos; JI=Juegos iniciales; MJ=Minutos jugados; ITC=Intentos de TC; ITL=Intentos de TL |        |     |     |      |      |      |      |     |     |      |      |      |      |     |     |      |     |     |      |     |     |     |     |     |      |

### Por juego
| Año                                                                                              | Equipo | J   | JI  | MJ   | TC  | ITC  | TC%  | 3P  | 3PA | 3P%  | 2P  | 2PA  | 2P%  | TL  | ITL | TL%  | RBO | RBD | RBT | AST | STL | BLK | TOV | PF  | PTS  |
| ------------------------------------------------------------------------------------------------ | ------ | --- | --- | ---- | --- | ---- | ---- | --- | --- | ---- | --- | ---- | ---- | --- | --- | ---- | --- | --- | --- | --- | --- | --- | --- | --- | ---- |
| 1997                                                                                             | LAS    | 27  | 21  | 26.5 | 4.3 | 9.3  | .456 | 0.8 | 1.9 | .423 | 3.4 | 7.4  | .465 | 2.5 | 3.3 | .773 | 0.8 | 2.2 | 3.0 | 2.0 | 1.8 | 0.2 | 2.1 | 2.8 | 11.9 |
| 1998                                                                                             | LAS    | 22  | 22  | 32.3 | 5.6 | 12.9 | .438 | 1.0 | 2.7 | .356 | 4.7 | 10.2 | .460 | 4.0 | 5.1 | .779 | 0.6 | 2.0 | 2.5 | 2.5 | 1.1 | 0.4 | 2.6 | 3.0 | 16.2 |
| 1999                                                                                             | LAS    | 32  | 14  | 17.6 | 2.4 | 6.2  | .387 | 0.5 | 1.5 | .313 | 1.9 | 4.7  | .411 | 1.5 | 2.0 | .738 | 0.5 | 1.5 | 2.1 | 1.7 | 0.5 | 0.1 | 1.2 | 1.3 | 6.8  |
| 2000                                                                                             | LAS    | 31  | 31  | 28.5 | 4.3 | 9.4  | .454 | 0.4 | 1.1 | .353 | 3.9 | 8.3  | .467 | 2.0 | 2.5 | .805 | 1.1 | 2.3 | 3.4 | 3.1 | 1.3 | 0.3 | 1.9 | 2.8 | 10.9 |
| 2001                                                                                             | LAS    | 29  | 29  | 31.9 | 4.6 | 11.0 | .417 | 0.2 | 1.2 | .176 | 4.4 | 9.8  | .446 | 2.3 | 3.0 | .791 | 0.7 | 2.3 | 2.9 | 3.9 | 0.9 | 0.1 | 2.4 | 1.8 | 11.7 |
| 2002                                                                                             | LAS    | 30  | 30  | 31.9 | 4.2 | 10.7 | .391 | 0.7 | 1.9 | .351 | 3.5 | 8.8  | .399 | 1.6 | 2.0 | .831 | 0.6 | 2.5 | 3.1 | 4.0 | 0.9 | 0.2 | 2.7 | 2.5 | 10.6 |
| 2003                                                                                             | LAS    | 30  | 30  | 34.7 | 5.3 | 12.1 | .437 | 0.4 | 1.7 | .212 | 4.9 | 10.4 | .474 | 2.8 | 3.1 | .883 | 1.4 | 2.8 | 4.2 | 3.0 | 1.2 | 0.3 | 2.3 | 2.8 | 13.7 |
| 2004                                                                                             | LAS    | 32  | 21  | 28.5 | 3.7 | 8.4  | .442 | 0.2 | 0.3 | .455 | 3.6 | 8.1  | .442 | 2.1 | 2.7 | .782 | 1.0 | 2.4 | 3.4 | 3.5 | 1.1 | 0.0 | 2.2 | 2.7 | 9.7  |
| 2005                                                                                             | LAS    | 30  | 23  | 20.2 | 2.1 | 5.1  | .409 | 0.0 | 0.2 | .000 | 2.1 | 5.0  | .423 | 1.1 | 1.3 | .850 | 0.8 | 1.4 | 2.2 | 2.6 | 0.8 | 0.1 | 1.3 | 2.4 | 5.3  |
| 2006                                                                                             | HOU    | 23  | 14  | 25.7 | 3.0 | 7.4  | .404 | 0.0 | 0.4 | .111 | 3.0 | 7.0  | .420 | 1.0 | 1.2 | .821 | 0.8 | 1.8 | 2.6 | 2.3 | 0.6 | 0.1 | 2.5 | 2.7 | 7.0  |
| 2007                                                                                             | HOU    | 18  | 0   | 27.2 | 5.0 | 11.4 | .439 | 0.3 | 0.9 | .294 | 4.7 | 10.4 | .452 | 1.7 | 2.0 | .861 | 0.7 | 2.5 | 3.2 | 3.2 | 1.3 | 0.3 | 2.1 | 2.3 | 12.0 |
| 2008                                                                                             | HOU    | 24  | 20  | 26.4 | 3.7 | 9.2  | .403 | 0.1 | 0.5 | .154 | 3.6 | 8.7  | .418 | 1.5 | 1.8 | .857 | 1.0 | 2.2 | 3.2 | 1.8 | 1.0 | 0.1 | 2.0 | 2.6 | 9.0  |
| 2009                                                                                             | IND    | 32  | 1   | 13.3 | 1.7 | 4.2  | .410 | 0.1 | 0.3 | .400 | 1.6 | 3.9  | .411 | 0.6 | 0.7 | .857 | 0.3 | 1.3 | 1.6 | 1.2 | 0.4 | 0.1 | 0.8 | 1.4 | 4.1  |
| Carrera                                                                                          |        | 360 | 256 | 26.3 | 3.8 | 8.8  | .424 | 0.3 | 1.1 | .309 | 3.4 | 7.7  | .441 | 1.9 | 2.3 | .809 | 0.8 | 2.1 | 2.9 | 2.7 | 1.0 | 0.2 | 2.0 | 2.4 | 9.7  |
| Notas: J=Juegos; JI=Juegos iniciales; MJ=Minutos jugados; ITC=Intentos de TC; ITL=Intentos de TL |        |     |     |      |     |      |      |     |     |      |     |      |      |     |     |      |     |     |     |     |     |     |     |     |      |